# Stanisław Szelągowski
Stanisław Szelągowski (ur. 7 kwietnia 1884 w Antonowie koło Łomży, zm. 15 września 1953 w Brzezinach) – polski lekarz, taternik, alpinista, turysta, działacz Polskiego Towarzystwa Tatrzańskiego (PTT).

## Wykształcenie i praca
W Rosji skończył studia medyczne i tam jako lekarz wojskowy przeżył I wojnę światową. W 1919 wrócił do Polski. Osiadł w Brzezinach w województwie łódzkim i tam żył do śmierci. Prowadził rozległą zawodową praktykę lekarską.

## Uprawianie turystyki górskiej
Już jako dorosły człowiek zetknął się z górami i turystyką górską. Ok. 1925 wstąpił do PTT i rozpoczął wspinanie się po górach, głównie w Polsce. Zdobył większość szczytów tatrzańskich, ale także kilka szczytów alpejskich. W 1929, pod wrażeniem śmierci Mieczysława Świerza (zginął na zachodniej ścianie Kościelca 5 sierpnia 1929 w wieku 38 lat) swoim darem pieniężnym zapoczątkował Fundusz Uczczenia Pamięci M. Świerza, przekształcony wkrótce w Fundusz Alpinistyczny im. M. Świerza, dzięki któremu było możliwe bezpieczne zorganizowanie kilku wypraw alpinistycznych.
Interesował się topografią i nazewnictwem tatrzańskim oraz ideologią alpinizmu. Był propagatorem ochrony przyrody górskiej.
Dostrzegalny jest jego wkład w rozwój łódzkiego taternictwa. Od 1931 włączył się w działalność organizacyjną Łódzkiego Oddziału PTT. Był członkiem sądu honorowego, członkiem zarządu, wiceprezesem, a w latach 1937–1939 prezesem oddziału PTT w Łodzi.
Od 1929 r. był członkiem Sekcji Turystycznej Polskiego Towarzystwa Tatrzańskiego a potem Klubu Wysokogórskiego Polskiego Towarzystwa Tatrzańskiego, wiceprezesem Koła Taterników Łodzian w latach 1935-1939.  
Po wojnie w życie organizacyjne już się nie włączał, ale turystykę czynnie nadal uprawiał.